# 广州国际金融城

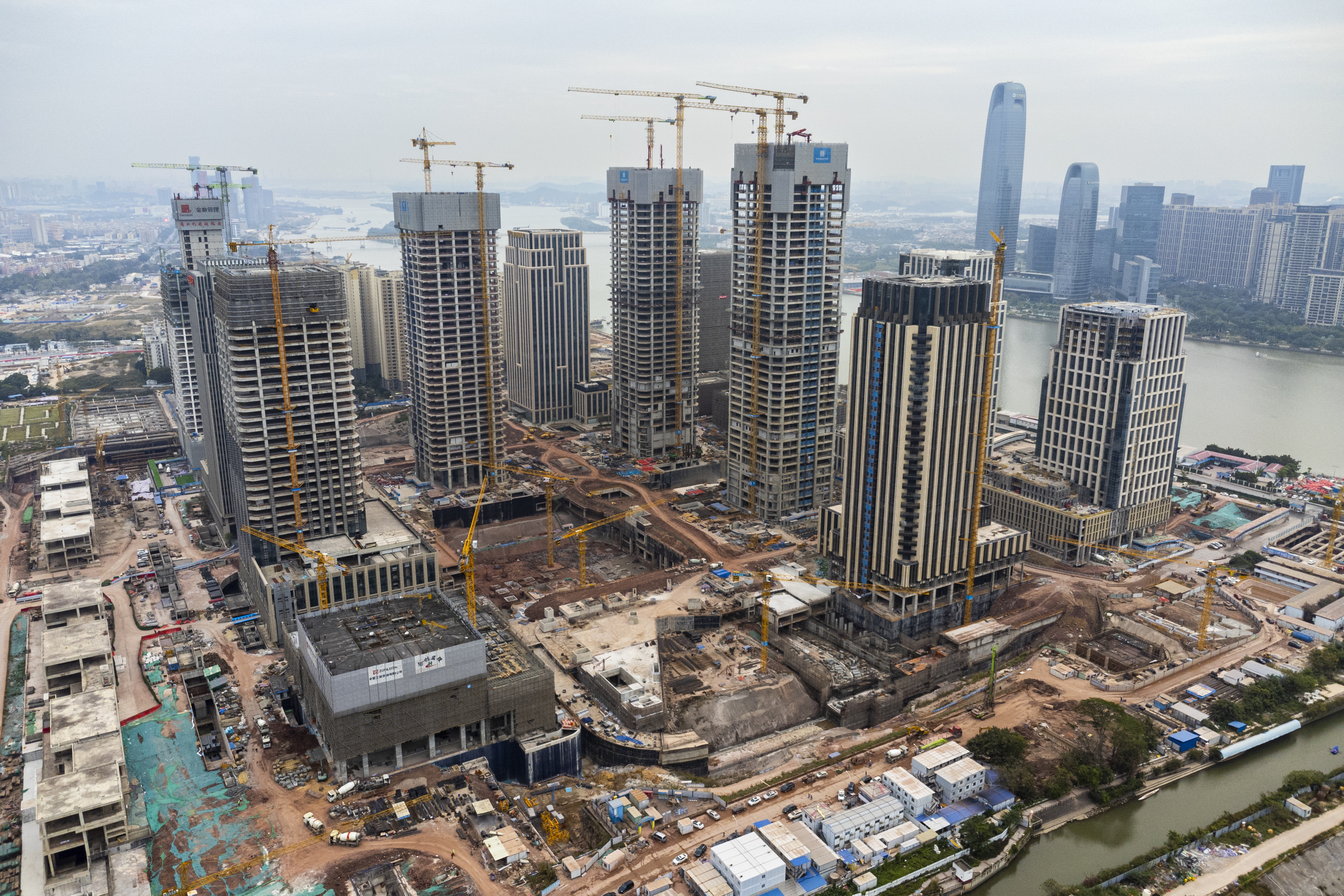
建设中的广州国际金融城起步区东南侧（2023年1月）

广州国际金融城是广州市政府于2010年代开始规划建设的中央商务区，为广州第二中央商务区的一部分，位于珠江新城东部，北起黄埔大道、中山大道，南至珠江，东至天河区界，西至华南快速干线，总面积7.5平方公里。

## 历史
- 2011年11月，在研究广州新型城市化发展总体思路会议上，广州市政府第一次提出将天河区员村片区打造成国际金融城的概念。
- 2012年5月，广州市规划局正式启动广州国际金融城城市设计国际竞赛工作[1]，金融城规划面积由原5.5平方公里扩展到7.5平方公里[2]，2012年7月，广州市建委通报，广州国际金融城将于2013年下半年动工建设，预计3至5年内将有首批金融机构入驻办公[3]。天河区科韵路以东1.2平方公里范围列入起步区拆迁计划，包括原员村热电厂、昊天化工厂、虎头电池厂等工业用地和棠下村、石东村、车陂村的村集体用地、村民住宅用地。而村民住宅的复建房规划选址将全部在起步区范围内解决[4]。
- 2013年2月，广州国际金融城首批土地正式出让，4宗土地收金近130亿元，几乎等于2012年广州全部土地出让金的三分之一[5]。
- 2013年8月31日，金融城起步区集体土地及房屋征拆工作完成[6]。
- 2013年9月26日，广州国际金融城起步区控制性详细规划经过多轮讨论和修改，通过广州市规委会审议[7]。
- 2014年12月20日，广州国际金融城的首个项目汇金天地正式亮相。由于受到岑村机场限高影响，金融城开发一度陷入停滞状态[8]。
- 2018年11月，广州国际金融城北区、东区城市设计及控制性详细规划同时公示[9]。
- 2021年8月9日，广州国际金融城起步区第一高楼——汇金中心320米主塔楼实现核心筒封顶。[10]
- 2021年10月14日，广州国际金融城起步区第一高楼——汇金中心320米主塔楼实现主体结构封顶。[11][12][13]
- 2022年7月26日，金融城起步区城际中心主体结构封顶[14]。
- 2022年7月30日，金融城起步区君超广场主塔楼核心筒封顶[15]。
- 2023年2月17日，广州国际金融城起步区第一高楼——汇金中心全面投入使用[16]。
- 2024 年 2 月，天河区高质量发展大会提出实现用地招商 “新突破”，推动金融城东区产业用地出让[17]
- 2024 年 6 月，蜂助手旗下广东丰当科技有限公司以 6.6047 亿元竞得金融城东区地块，9 月开工建设企业全球总部[17]
- 2024 年 9 月，保利以约 117.6 亿元竞得金融城西区南方面粉厂地块，溢价率 33.4%，创当年全国土拍总价纪录[17]
- 2024 年 10 月，广州国际金融城起步区临江大道隧道通车；金融城东区 AT091415 地块成功出让；金融城东区临江大道东延线（车陂涌以西段 800 米）及纵二路贯通[17]
- 2024 年 11 月，广州四三九九信息科技有限公司竞得金融城东区 AT101828 地块，用作企业未来总部用地[17]
- 2024 年 12 月，保利发展旗下公司拿下金融城西区两宗地块，成交额 70.22 亿元；广州国际金融交易广场项目大楼主体结构封顶，金融方城全面封顶[17]
- 2024 年国庆，广州・鹏瑞 1 号创下单价 27.69 万元 / 平方米、单套总价超 2 亿元成绩，刷新广州江景大平层网签记录[17]
- 2024年10月13日，金融城广场（金融城交通中心）亮灯[18]
- 2024年12月6日，中建四局科创大厦投入使用[19]
- 2024年12月30日，广州金控集团招商公司进驻[20]、金融交易广场封顶[21]
- 2024年12月31日，金融方城封顶[22]

## 分区
广州国际金融城分为起步区、东区、北区和西区四个功能片区。

### 起步区
占地面积1.32平方公里，定位为金融总部集聚区，规划了金融总部、总部办公、商业综合、滨水休闲和生活居住五大功能分区。规划总建筑面积约659万平方米。
规划主要建筑有：
- 汇金中心
- 君超广场
- 棠下村集体项目（汉银广场）
- 石东村集体项目（鸿益国际中心）
- 广州国际金融交易广场
- 广州金控总部大楼
- 广发银行总部大楼
- 中国人寿大厦
- 广州太平金融大厦
- 广东南粤银行金融大厦
- 保利南方财经大厦
- 广州新华保险大厦
- 广州金融城绿地中心
- 保利金融大都汇
- 广州平安金融大厦
- 城际广场（珠三角城际轨道交通调度指挥中心）[23][24]
- 中国人保广州国际金融中心

### 东区
占地面积1.32平方公里，定位为科技创新总部集聚区，规划总建筑面积约260万平方米。
规划主要建筑有：
- 中建四局科创大厦
- 珠光金融城壹号
- 合景臻溋名铸

### 北区
占地面积1.44平方公里，将重点打造综合办公配套区，规划总建筑面积约363万平方米。
规划主要建筑有：
- 华南创意大厦
- 佳兆业壹号

### 西区
占地面积3.65平方公里，未来将着重发挥珠江新城与金融城起步区之间的桥梁作用，重点发展金融、现代商贸、商务服务等功能。
已入驻项目：
- 中国人工智能（广州）产业园

## 交通
- 广州地铁：科韵路站、车陂南站
- 广东城际：科韵路站